# Akie River
Der Akie River ist ein etwa 100 km langer linker Nebenfluss des Finlay River im Norden der kanadischen Provinz British Columbia.

## Flusslauf
Der Akie River entspringt in den Muskwa Ranges, dem nördlichsten Abschnitt der Rocky Mountains. Er fließt anfangs etwa 25 km in südlicher Richtung, wendet sich dann nach Westen und setzt seinen Lauf weitere 40 km durch das Gebirge fort. Im Unterlauf fließt der Akie River erst nach Südsüdost und schließlich nach Südsüdwest, bevor er in den Finlay River, den nördlichen Quellfluss des Peace River, etwa 25 km vor dessen Mündung in den Williston Lake mündet. Der Gebirgszug Akie Range verläuft südlich des Unterlaufs. 

## Hydrologie
Der mittlere Abfluss am Pegel nahe der 760-m-Linie, ungefähr bei Flusskilometer 25, beträgt 30,3 m³/s. Der höchste mittlere monatliche Abfluss tritt im Juni mit 109 m³/s auf.